# Ellecom
Ellecom est un village situé dans la commune néerlandaise de Rheden, dans la province de Gueldre. Le 1er janvier 2003, le village comptait 1 105 habitants.

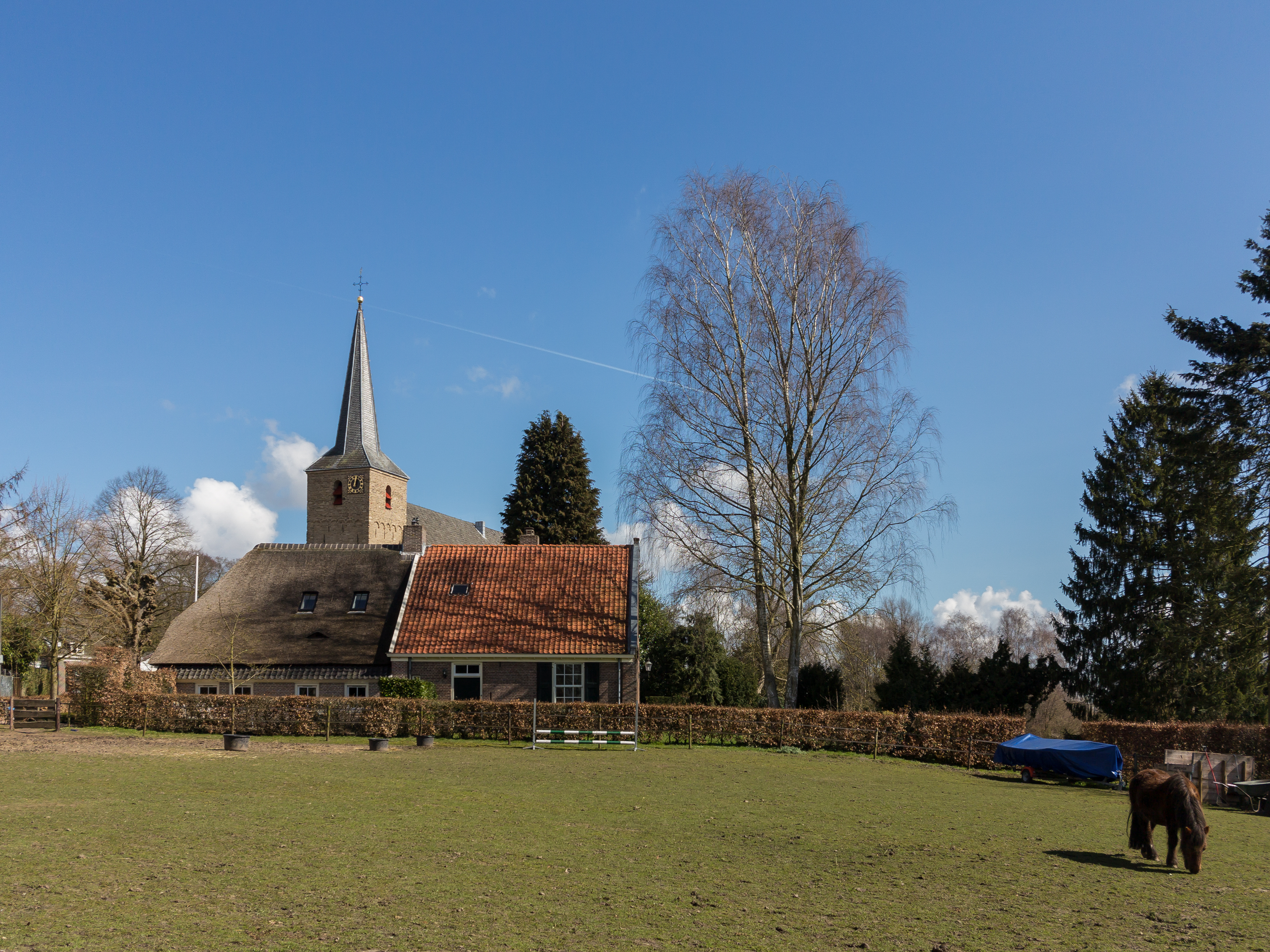
Église protestante
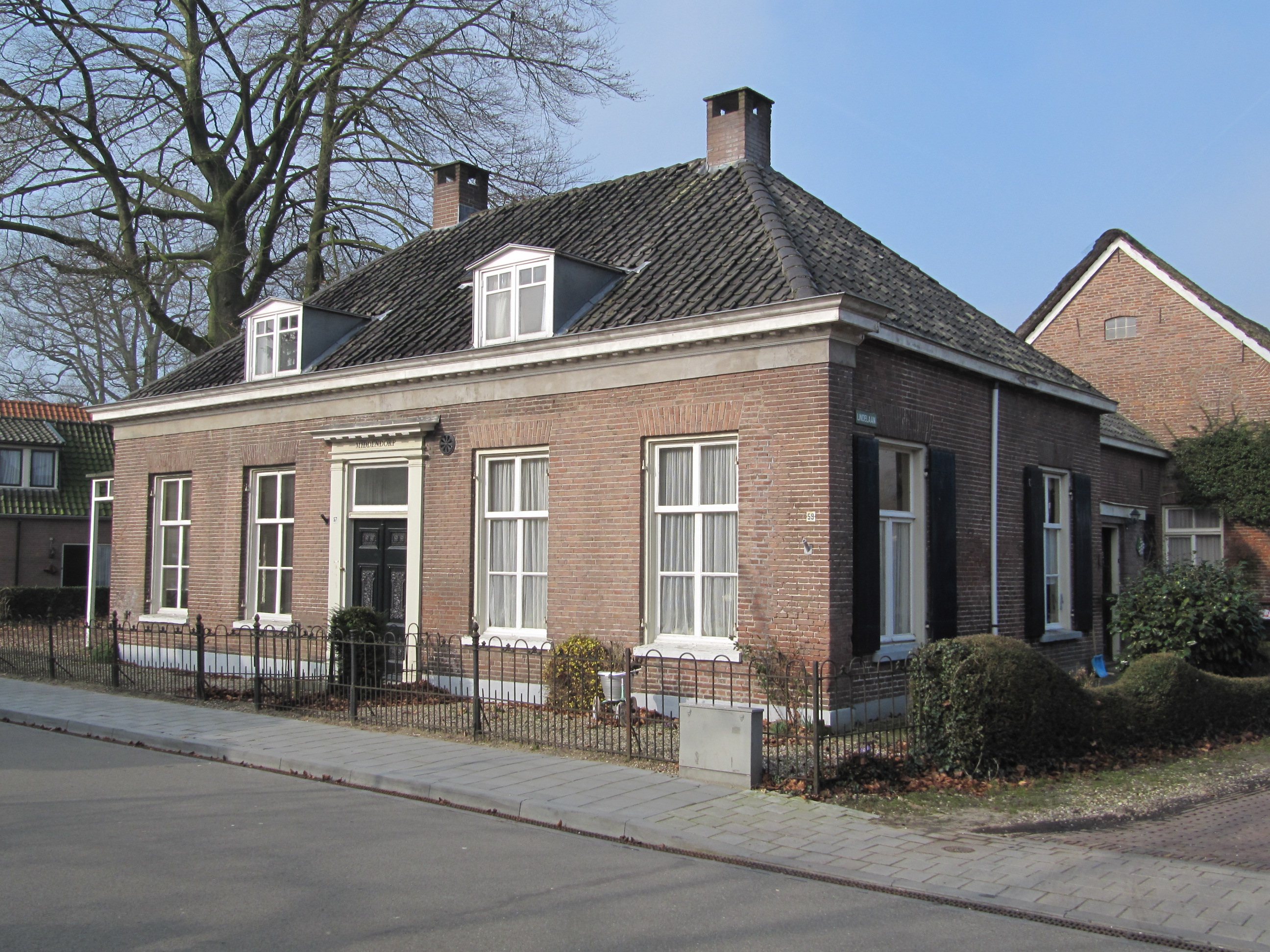
Violla: Huis Middendorp
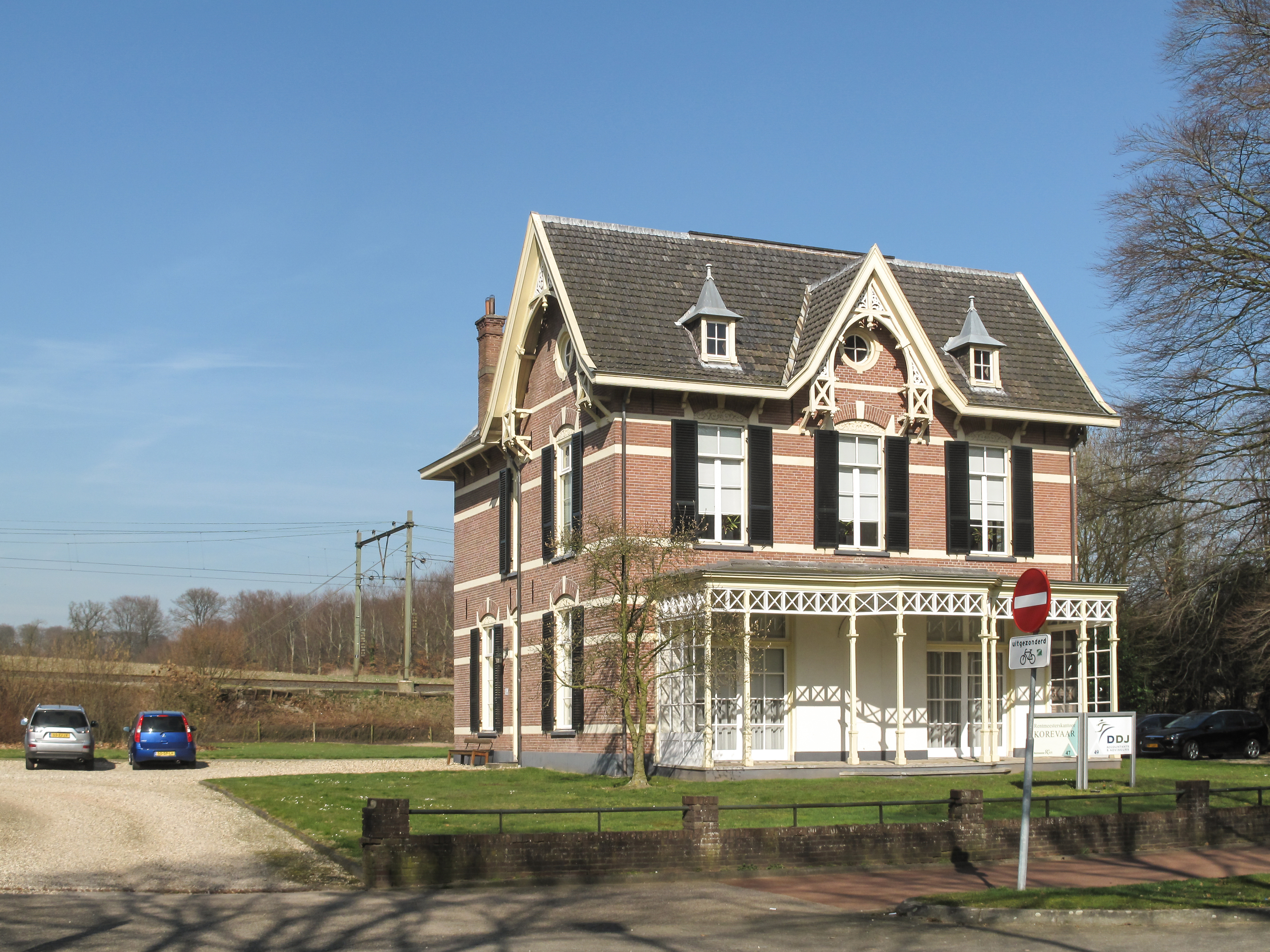
Bâtiment monumental: Rentmeesterkantoor Korevaar